# It's a Sin (miniserie televisiva)
It's a Sin è una miniserie televisiva britannica del 2021 creata da Russell T Davies.

## Trama
Nel 1981 tre diciottenni si trasferiscono a Londra, in un appartamento che chiamano Pink Palace. All'inizio del decennio, le notizie provenienti dagli Stati Uniti sull'AIDS vengono liquidate come dicerie, finché la malattia non imperversa anche nel Regno Unito, dove però viene trascurata dai medici, che la classificano come una "malattia da gay".
Nel corso degli anni, sempre più conoscenti, amici e anche membri del gruppo vengono infettati, e di conseguenza si verificano le prime morti. Allo stesso tempo il governo, sotto il primo ministro Margaret Thatcher, persegue politiche discriminatorie.

## Personaggi e interpreti

### Personaggi principali
- Ritchie Tozer, interpretato da Olly Alexander, doppiato da Leonardo Caneva.
È un aspirante attore e cantante.[4]
- Roscoe Babatunde, interpretato da Omari Douglas, doppiato da Federico Bebi.
È un barista di origine nigeriana.[4]
- Colin "Gladys" Morris-Jones, interpretato da Callum Scott Howells, doppiato da Federico Campaiola.
È un apprendista gallese presso un sarto di Savile Row.[4]
- Jill Baxter, interpretata da Lydia West, doppiata da Emanuela Ionica
È un'aspirante attrice.[4]

### Personaggi secondari
- Ash Mukherjee, interpretato da Nathaniel Curtis, doppiato da Manuel Meli.
È un insegnante indiano.[4]
- Valerie Tozer, interpretata da Keeley Hawes, doppiata da Claudia Catani.
È la madre di Ritchie.[4]
- Clive Tozer, interpretato da Shaun Dooley.
È il padre di Ritchie.[4]
- Henry Coltrane, interpretato da Neil Patrick Harris, doppiato da Fabrizio Manfredi.
È un addetto alle vendite di Savile Row.[4]
- Arthur Garrison, interpretato da Stephen Fry, doppiato da Stefano De Sando.
È un politico del partito Conservatore.[4]
- Millie, interpretato da Moya Brady.
È l'agente di Roscoe.[4]
- Gregory "Gloria" Fitch, interpretato da David Carlyle, doppiato da Simone Crisari.
È un ragazzo di Glasgow.[4]
- Grizzle, interpretato da Neil Ashton.
È un attivista.[4]
- Carol Carter, interpretata da Tracy Ann Oberman.
È l'agente di Ritchie.[4]
- Lorraine Fletcher, interpretato da Ashley McGuire.
È un'infermiera.[4]

## Produzione

### Pre-produzione

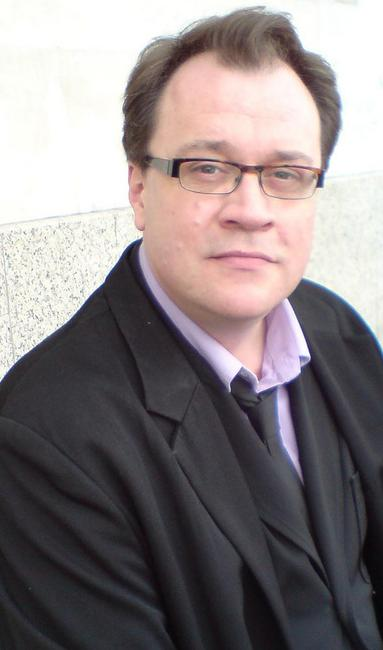
L'ideatore della serie Russell T Davies

Nel gennaio 2015, Russell T Davies ha annunciato che stava lavorando a una serie drammatica per Channel 4 chiamata The Boys, che raccontava la storia dei dell'AIDS negli 80', da lui definita come uno dei suoi progetti più personali.
La serie che doveva essere composta da 8 episodi venne inizialmente rifiutatata da Channel 4, dalla BBC One e da ITV, secondo Davies, perché affrontava una tematica delicata. Nel 2018, Channel 4 ha commissionato la miniserie, poi ufficialmente annunciata nello stesso anno all'Edinburgh International Television Festival. Il titolo della serie è stato cambiato nell'ottobre 2020 in It's a Sin, come l'omonima canzone dei Pet Shop Boys, probabilmente per evitare confusione con la serie The Boys di Amazon Prime.

### Cast
Il cast principale è stato annunciato nell'ottobre 2019, composto da Olly Alexander, Omari Douglas, Callum Scott Howells, nei ruoli di Ritchie Tozer, Roscoe Babatunde e Colin Morris-Jones. Successivamente si sono uniti a loro anche Lydia West, Nathaniel Curtis, Keeley Hawes, Stephen Fry, Neil Patrick Harris e Shaun Dooley.
L'attore statunitense Neil Patrick Harris nella serie interpreta Henry Coltrane, un personaggio che muore di AIDS nel primo episodio. Harris ha affermato di essere rimasto soddisfatto dal cast e "incredibilmente orgoglioso" di apparire nella serie. Stephen Fry invece è stato scelto per interpretare Arthur Garrison, un parlamentare conservatore che rifiuta di riconoscere la sua omosessualità. Fry era ansioso di apparire nella serie perché credeva rendesse omaggio agli amici morti di HIV. I produttori hanno scelto Nathaniel Hall per il ruolo di Donald Bassett, Hall interpreta un personaggio sieropositivo ed è lui stesso sieropositivo. Altri membri del cast includono Andria Doherty nei panni di Eileen Morris-Jones e Tracy Ann Oberman nei panni di Carol Carter.
Il cast di It's a Sin include diversi attori apertamente gay e queer tra cui Alexander, Fry, Harris, Howells, Hall e Carlyle. La scelta di questi attori è stata intenzionale; Davies ha dichiarato "per il mio programma, per queste cinque ore, ho voluto creare uno spazio in cui gli attori gay potessero essere sé stessi". Alcuni personaggi sono ispirati agli amici reali di Davies, come il personaggio di West, Jill Baxter, ispirato all'amica Jill Nalder, che nella serie interpreta la madre di Baxter.

### Riprese
Le riprese principali sono iniziate a Manchester il 7 ottobre 2019. La Red Production Company ha stretto un accordo con la Screen Manchester per le riprese. Bobby Cochrane, responsabile della Screen Manchester, ha dichiarato ad Adam Maidment del Manchester Evening News "abbiamo lavorato a stretto contatto con la produzione per le varie riprese in tutta Manchester". It's a Sin è ambientata nell'Inghilterra degli anni '80 e per questo molti oggetti di scena d'epoca sono stati utilizzati nelle location delle riprese all'aperto. Gli ufficiali dei trasporti di Manchester hanno aiutato la produzione a ottenere il controllo necessario su delle aree specifiche della città. Le riprese si sono svolte a Paton Street, Victoria Baths, Rochdale Road, Fairfield Street, New Wakefield Street e Barlow Moor Road. Ulteriori riprese hanno avuto luogo a Eccles, Le Mans Crescent a Bolton."
Nel gennaio 2020 le riprese si sono spostate nella città di Liverpool, più precisamente a Water Street, dove sono girate le scene ambientate a New York. La strada è stata chiusa al pubblico e lungo essa sono state parcheggiate auto d'epoca, taxi gialli e un carrello per hot dog in stile newyorkese. Altri interni sono stati girati alla Old Wentworth High School di Eccles. Le riprese si sono svolte anche a Rhos-on-Sea, nel Galles, mentre le scene in spiaggia e nel molo sono state girate nella città gallese di Bangor. Le riprese si sono concluse ufficialmente il 31 gennaio 2020.

## Colonna sonora
Le musiche della miniserie sono state composte da Murray Gold. La colonna sonora di It's a Sin include innumerevoli canzoni degli anni '80 come quelle di Kelly Marie, dei Blondie, degli Erasure, dei Culture Club, dei Pet Shop Boys e di Kate Bush.

## Promozione
Le prime immagini riguardanti la serie sono state diffuse il 14 gennaio 2020, durante un evento stampa di Channel 4.
Il 2 ottobre 2020, Channel 4 ha dichiarato che la miniserie sarebbe stata trasmessa nel corso del 2021, lo stesso giorno è stato anche diffuso il primo teaser ufficiale, e il 17 dicembre 2020 il trailer completo.

## Distribuzione
Nel dicembre 2019 è stato annunciato che HBO Max aveva acquisito i diritti statunitensi della miniserie. La distribuzione, prevista per il 2020, è stata rinviata al 2021.
In Irlanda e nel Regno Unito, il primo episodio è stata trasmesso in anteprima su Channel 4 il 22 gennaio 2021. Poco dopo la trasmissione del primo episodio, tutti gli episodi sono stati resi disponibili gratuitamente sul servizio di streaming on-demand di Channel 4, All 4. In contemporanea alla prima trasmissione, la band di Alexander, la Years & Years ha pubblicato una cover della canzone "It's a Sin", originariamente eseguita dai Pet Shop Boys.
La miniserie è uscita in Nuova Zelanda sulla piattaforma di streaming TVNZ. La serie nel resto del mondo è stata distribuita da Amazon Prime Video in Canada, da Canal+ in Francia, da Watcha Play in Corea del Sud, da Nederlandse Publieke Omroep nei Paesi Bassi, da RTBF nel Belgio francofono e da Amedia in Russia. Il 22 febbraio 2021 è uscita in DVD e Blu-ray nel Regno Unito.
Negli Stati Uniti d'America è stata trasmessa su HBO Max a partire dal 18 febbraio 2021; mentre in Italia ha debuttato sul servizio di streaming Starz Play il 1º giugno 2021.

## Accoglienza

### Critica

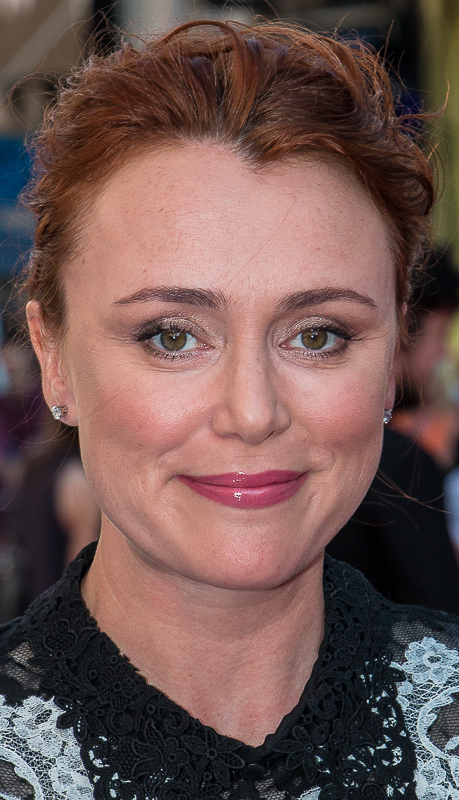
Keeley Hawes è stata elogiata dalla critica per la sua interpretazione di Valerie Tozer.

La miniserie è stata accolta positivamente dalla critica. Sull'aggregatore di recensioni Rotten Tomatoes ottiene il 97% delle recensioni professionali positive, con un voto medio di 9,3 su 10 basato su 76 critiche, mentre su Metacritic ha un punteggio di 91 su 100 basato su 24 recensioni.
Lucy Mangan del The Guardian ha dato alla miniserie cinque stelle, definendola un capolavoro; mentre Louisa Mellor di Den of Geek ha scritto: “Con un cast impeccabile guidato dal brillante Olly Alexander, It's a Sin è la migliore serie di Davies; un gioioso tributo alle vite perse, che esprime un verdetto bollente sull'ignoranza e sulla crudeltà. È dolorosa da guardare, ma non opprimente [..].
Jamie Tabberer della rivista Attitude ha scritto che considera It's a Sin una delle migliori serie gay mai realizzate e affermando inoltre che è difficile trovare un difetto: "Si tratta di un viaggio potente, emozionante, divertente e istruttivo [...], con un cast impeccabile [...] e una regia cinematografica brillante".
Il sito web Movieplayer assegna alla miniserie 4,5 stelle su 5, elogiando in particolar modo il cast, la colonna sonora, la fotografia e la sceneggiatura di Davies.

### Ascolti
Il primo episodio della miniserie è stato visto in diretta televisiva su Channel 4 da 1,6 milioni di telespettatori. Le visualizzazioni online hanno superato quota 2,5 milioni entro tre giorni dalla trasmissione in diretta. Secondo il British Audience Research Board, il primo episodio è stato visto nei primi sette giorni da circa 3,48 milioni di persone.
Channel 4 ha reso noto che la serie al 4 febbraio 2021 aveva ottenuto 6,5 milioni di visualizzazioni su All 4, mentre al 1º marzo 18,9 milioni.

### Impatto sociale
Alla miniserie è stato attribuito il merito di aver aumentato la consapevolezza sull'HIV e sui test. L'ente di beneficenza Terrence Higgins Trust ha affermato che 8200 kit per il test dell'HIV erano stati ordinati in un solo giorno, rispetto al massimo precedente di 2800.
David Opie del Digital Spy ha scritto che lo spettacolo ha aiutato a normalizzare la rappresentazione del sesso gay nella televisione tradizionale. Il 22 gennaio 2021, un articolo pubblicato sul The Sun ha causato varie polemiche a causa del titolo che recitava "Così tanto sesso: gli spettatori sono scioccati dall'esplicito montaggio [...]  sul sesso e sul sesso orale". Il titolo è diventato subito virale sulle principali piattaforme social, ricevendo diverse critiche dal pubblico. I giornalisti del The Sun hanno risposto modificando l'articolo e lodando la serie, hanno anche rilasciato delle scuse tramite il sito di notizie LGBT PinkNews.

## Riconoscimenti
- 2021- Festival della televisione di Monte Carlo[64]
  - Miglior serie
  - Miglior attrice a Lydia West
- 2021 - Gotham Independent Film Awards[65]
  - Nomination come miglior serie rivelazione - formato lungo
- 2021 - Festival della Rosa d'oro[66]
  - Nomination come miglior dramma
- 2021 - Banff World Media Festival[67]
  - Programma dell'anno
- 2021 - TCA Awards[68]
  - Nomination come miglior miniserie
- 2021 - Venice TV Awards[69]
  - Miglior serie
- 2021 - Seoul International Drama Awards[70]
  - Miglior sceneggiatura a Russell T Davies
- 2021 - Edinburgh International Television Festival[71]
  - Migliore serie drammatica
  - Candidatura come miglior attore in una serie drammatica a Keeley Hawes
- 2021 - BAFTA Cymru[72]
  - Miglior sceneggiatore a 	Russell T Davies
  - Miglior attore a Callum Scott Howells
  - Candidatura come miglior attrice a Andria Doherty